# Berenguer II de Saguàrdia
Berenguer II de Saguàrdia fou fill de Berenguer Reverter, i el seu successor al vescomtat de Barcelona el 1158.
El 1186 quan el seu oncle Alí ben Reverter va morir al Marroc, se'n va anar cap allà per reclamar la seva herència. Va tornar a Catalunya al cap d'un temps i va acabar els seus dies com a monjo templer.
Va morir el 1207 ja molt vell i sense descendència.
El seu segon nom era derivat de la senyoria de Saguàrdia.